# Onosma angustilobum
Onosma angustilobum är en strävbladig växtart som beskrevs av Karl Heinz Rechinger och H. Riedl. Onosma angustilobum ingår i släktet Onosma och familjen strävbladiga växter. Inga underarter finns listade i Catalogue of Life.